# Dear my…
「Dear my…」（ディア・マイ…）是寿美菜子的第3張單曲。於2011年9月14日由Music Ray'n發售。

## 概要
與前作「Startline」相隔約1年發售。分為通常盤和初回盤2種形式發售，後者「Dear my…」的PV收錄在DVD裡。

## 收錄曲
1. Dear my… [5:58]
作詞：森村メラ、作曲・編曲：渡辺拓也
2. カラフルダイアリー [4:19]
作詞：松村龍二、作曲・編曲：宮崎誠
3. Dear my… （Instrumental）

DVD（只限初回限定盤）
1. Dear my… （Music Clip）

## 備註
1. ↑  . 文化放送『FRIDAY SUPER COUNTDOWN 50』公式サイト. 文化放送. 2011-09-17  [2011-09-21]. （原始内容存档于2011-10-08）.

## 外部連結
- Music Ray'n介紹網站
  - 初回限定盤（页面存档备份，存于）
  - 通常盤（页面存档备份，存于）